# La Mort au bout de la route
Série
Moto massacre
(1980)
Pour plus de détails, voir Fiche technique et Distribution.
La Mort au bout de la route, parfois commercialisé sous son titre original Speed Driver, est un film d'aventure hispano-ouest-germano-italien réalisé par Stelvio Massi et sorti en 1980.
C'est la suite de Moto massacre sorti la même année et également réalisé par Massi.

## Fiche technique
Sauf indication contraire, les informations mentionnées dans cette section peuvent être confirmées par la base de données cinématographiques IMDb,  présente dans la section « Liens externes ».
- Titre français : La Mort au bout de la route ou Speed Driver[1]
- Titre original : Speed Driver[2]
- Titre espagnol : Vértigo en la pista
- Titre allemand : Der Todesfahrer ou Speed Driver
- Réalisation : Stelvio Massi
- Scénario : Massimo De Rita, Stelvio Massi, Art Bernd, Luis Delgado
- Photographie : Domingo Solano
- Montage : Walter Diotallevi
- Musique : Stelvio Cipriani
- Décors : Albrecht Konrad, Francesco Raffa, Wolfgang Burman
- Sociétés de production : Audax Film, CCC Filmkunst & Co. KG Artur Brauner, Lotus Films
- Pays de production :  Italie -  Espagne -  Allemagne de l'Ouest
- Langue de tournage : italien
- Format : Couleur (Eastmancolor) - 1,66:1 - Son mono - 35 mm
- Durée : 112 minutes (1h52)
- Genre : Action aventures[1]
- Dates de sortie :
  - Italie : 4 décembre 1980
  - Espagne : 9 novembre 1981
  - France : 1er décembre 1982[1]

## Distribution
- Fabio Testi : Rudy
- Orazio Orlando : Napoli
- Senta Berger : Susan
- Francisco Rabal : Esposito
- Romano Puppo : Dave
- Benito Pacifico:
- Manuel Zarzo: